# フォー・グッド・デイズ
『フォー・グッド・デイズ』（原題:Four Good Days）は2020年に公開されたアメリカ合衆国のドラマ映画である。監督はロドリゴ・ガルシア、主演はグレン・クローズが務めた。本作はイーライ・サスロウが2016年に『ワシントン・ポスト』に寄稿した記事「How's Amanda? A Story of Truth, Lies and an American Addiction」を原作としている。
本作は日本国内で劇場公開されなかったが、2022年12月31日にNetflixでの配信が始まる予定である。

## 概略
モリーは10年以上にもわたってヘロインを常用してきたが、今度こそヘロイン依存から脱却すると決意し、そのためにオピオイド阻害剤を利用しようとした。ところが、阻害剤を打つには体内のヘロインを完全に排出しなければならず、少なくとも4日間、自分の意志の力だけで薬断ちをする必要があった。やり遂げられる自信がなかったモリーは長らく疎遠だった母親、デブに助けを求めた。当初、デブは「何回も裏切ってきたというのに、また頼ろうとするなんて虫が良すぎる」と渋い顔をしていたが、今回が最後のチャンスと思い直し、モリーの薬断ちをサポートすることにした。

## キャスト
※括弧内は日本語吹替。
- デブ：グレン・クローズ（塩田朋子）
- モリー：ミラ・クニス（小松由佳）
- クリス：スティーヴン・ルート（勝部演之）
- ショーン：ジョシュア・レナード（KENN）
- オルティス：カルロス・ラカマラ（矢野智也）
- ミラー：レベッカ・フィールド（木村香央里）
- デール：サム・ヘニングス（岩崎正寛）
- リサ：マイケル・ハイアット
- ダニエル：チャド・リンドバーグ
- コーリー：ニコラス・オテリ（遠藤さき）
- クロエ：オードリー・リン（楓みさと）
- 学生：ガブリエラ・フローレス
- アシュリー：カーラ・ギャロ（林真里花）
- 受付：グロリア・ガラユア（ハートル実沙）
- サミー：ヴァイオレット・ブリンソン（石川志織）

日本語版制作スタッフ 演出：工藤美樹、翻訳：町田敦夫、音響：宮澤二郎、制作：IYUNO-SDI GROUP／IYUNO STUDIOS

## 製作・音楽
2019年5月16日、ロドリゴ・ガルシア監督の新作映画にグレン・クローズとミラ・クニスが出演することになったと報じられた。9月27日、スティーヴン・ルートの起用が発表された。10月24日、チャド・リンドバーグ、サム・ヘニングス、レベッカ・フィールド、ジョシュア・レナード、マイケル・ハイアットがキャスト入りした。同月、本作の主要撮影がロサンゼルスで始まった。
2020年1月6日、エドワード・シェアマーが本作で使用される楽曲を手掛けるとの報道があった。4月23日、リーバ・マッキンタイアが歌う本作の主題歌『Somehow You Do』がシングルとして発売された。

## 公開・興行収入
2020年1月25日、本作はサンダンス映画祭でプレミア上映された。3月12日、ヴァーティカル・エンターテインメントが本作の全米配給権を獲得したと報じられた。19日、本作のオフィシャル・トレイラーが公開された。4月30日、本作は全米298館で封切られ、公開初週末に29万8358ドルを稼ぎ出し、週末興行収入ランキング初登場11位となった。

## 評価
本作に対する批評家の評価は平凡なものに留まっている。映画批評集積サイトのRotten Tomatoesには67件のレビューがあり、批評家支持率は51%、平均点は10点満点で5.7点となっている。サイト側による批評家の見解の要約は「『フォー・グッド・デイズ』は原作のもつ悲劇性をスクリーン上に再現しようと必死になっているが、結局、製作に携わった人々の才能を無難なメロドラマに費やすに留まった。」となっている。また、Metacriticには9件のレビューがあり、加重平均値は53/100となっている。